# Marit Berger Røsland
Marit Berger Røsland, née le 21 septembre 1978 à Skedsmo, est une avocate et femme politique norvégienne, ministre des Affaires européennes de 2017 à 2018.

## Biographie
Membre du parti conservateur, Marit Røsland est élue membre du Storting entre 2001 et 2005, représentant le comté d'Akershus. Avant sa carrière politique, elle est avocate pendant huit ans.
Le 17 octobre 2014, elle est nommée secrétaire d'État auprès d'Erna Solberg puis, le 16 décembre 2015, secrétaire d'État auprès de la ministre Sylvi Listhaug. Finalement, le 23 septembre 2016, elle est nommée secrétaire d'État auprès du ministre des affaires étrangères, Børge Brende.
Elle devient ministre des Affaires européennes de Norvège dans le gouvernement Solberg le 20 octobre 2017. Elle est démise de ses fonctions le 17 janvier 2018.